# Báo và phát thanh, truyền hình Gia Lai
Báo và phát thanh, truyền hình Gia Lai (viết tắt: GTV - Gialai televison) là đơn vị sự nghiệp thuộc tỉnh ủy Gia Lai, chịu sự quản lý nhà nước của Sở Thông tin và truyền thông về hoạt động báo chí tần số phát sóng; chịu sự hướng dẫn về chuyên môn, nghiệp vụ của Đài Tiếng nói Việt Nam và Đài Truyền hình Việt Nam.
Báo và Phát thanh, Truyền hình Gia Lai được hợp thành từ 5 đơn vị truyền thông của nhà nước là Đài Phát thanh và Truyền hình Gia Lai, Báo Gia Lai, Báo Bình Định, Đài Phát thanh – Truyền hình Bình Định và Trang thông tin điện tử Đảng bộ tỉnh Bình Định.

## Lịch sử

### Đài Phát thanh và Truyền hình Gia Lai
Đài Phát thanh và Truyền hình Gia Lai hay GRT viết tắt của tên tiếng Anh: Gialai Radio and Television.
Tiền thân là Đài Phát thanh Gia Lai–Kon Tum được thành lập theo Quyết định số 48/TC-UB ngày 27 tháng 7 năm 1976 của Ủy ban nhân dân tỉnh Gia Lai–Kon Tum, với nhiệm vụ ban đầu phát thanh 4 thứ tiếng: Việt, Jrai, Bahnar, Xơ Đăng. Ngày 10 tháng 11 năm 1976, Đài Phát thanh Gia Lai–Kon Tum chính thức phát sóng chương trình phát thanh đầu tiên. Năm 1991, tách tỉnh Gia Lai–Kon Tum thành 2 tỉnh Gia Lai và Kon Tum. Đài Phát thanh – Truyền hình Gia Lai được thành lập.
Đài PT–TH Gia Lai phát sóng với 3 thứ tiếng: Việt, Jrai và Bahnar. Ngày 28 tháng 8 năm 2022, Đài công bố các kênh sản xuất nội dung chính thức trên các nền tảng mạng xã hội Facebook, YouTube và TikTok.
Chương trình phát thanh được truyền phát chủ yếu qua sóng FM ở tần số 102MHz và trang web chính thức của Đài Tiếng nói Việt Nam và qua vệ tinh Vinasat-1. Ngày 1 năm 10 năm 2023 Đài PT–TH Gia Lai bắt đầu phát sóng thử nghiệm Kênh VOV1 và VOV4 của Đài Tiếng nói Việt Nam trên tần số 90,5 MHz.
Kênh Truyền hình Gia Lai của Đài với tên viết tắt và biểu trưng THGL với địa điểm phát sóng tại Trạm phát sóng Hàm Rồng trên núi Hàm Rồng. Ngoài phát sóng truyền hình tương tự (analog). Ngày 1 tháng 9 năm 2011, kênh Truyền hình Gia Lai được phát sóng qua vệ tinh Vinasat-1, hệ thống truyền hình kỹ thuật số VTC sau đó được đưa lên mạng truyền hình cáp SCTV, dịch vụ MyTV, NetTv của Viettel; truyền hình cáp FPT và trang web của Đài Truyền hình Việt Nam.
Ngày 1 tháng 5 năm 2001, Truyền hình Gia Lai chính thức ra mắt các chương trình bằng tiếng Jrai và Bahnar. Trạm phát sóng Hàm Rồng được xây dựng và đi vào hoạt động từ năm 2006. Ngày 1 tháng 9 năm 2013, Đài PT–TH Gia Lai ra mắt  trang thông tin điện tử riêng là gialaitv.vn do Phòng Thời sự trực tiếp quản lý và điều hành. Từ ngày 12 tháng 10 năm 2017, kênh THGL được phát trên hạ tầng DVB-T2 của Đài Truyền hình Việt Nam băng tần UHF, kênh 27, tần số 522 Mhz. Từ ngày 30 tháng 11 năm 2020, Đài PT-TH Gia Lai chính thức ngừng phát sóng truyền hình tương tự. Ngày 28 tháng 12 năm 2020, Truyền hình Gia Lai được phát sóng trên tần số DVB-T2 riêng.

### Báo Gia Lai
Tiền thân của Báo Gia Lai là báo Sáng thành lập từ ngày 16 tháng 3 năm 1947, đến tháng 10 năm 1947, tờ Thông tin Gia Lai và báo Sáng đình bản, thay bằng tờ Nỗ Lực, cuối năm 1952 tờ báo này chuyển sang in truyền đơn và áp phích. Nội san Vững Tiến thay thế và phát hành từ sau Hiệp định Genève do Văn phòng Tỉnh ủy Gia Lai - Kon Tum quản lý, in bằng tiếng Jrai, Bahnar.  Đầu năm 1957, Vững Tiến đổi tên thành Thống Nhất.  Năm 1961, Thống Nhất đổi tên thành Quyết Thắng.  Cuối năm 1965, Quyết Thắng tiếp tục đổi tên thành Giải Phóng. Sau ngày giải phóng Gia Lai – Kon Tum, báo Giải Phóng đổi tên thành Báo Gia Lai-Kon Tum, ra số đầu tiên ngày 10 tháng 12 năm 1975. Từ ngày 2-11-1991, chia tách tỉnh Gia Lai – Kon Tum và thành hai tờ báo riêng cho hai tỉnh Gia Lai và Kon Tum. Ngày 16 tháng 3 năm 2009 trang điện tử báo Gia Lai ra đời và đổi thành báo điện tử vào tháng 9 năm 2012.

### Đài Phát thanh – Truyền hình Bình Định
Tiền thân là Đài Phát thanh Bình Định, được thành lập vào ngày 2/9/1974 sau khi chuyển hoạt động của Đài Phát thanh Quy Nhơn (đã được tiếp quản vào dịp Tết Mậu Thân 1968) từ Quy Nhơn về Hoài Ân. Ngày 27/12/1975, tiếp quản Đài Truyền hình Quy Nhơn từ chế độ cũ. Sau khi tỉnh Bình Định được tách từ tỉnh Nghĩa Bình vào ngày 30/6/1989, Đài Phát thanh Bình Định và Đài Truyền hình Quy Nhơn trực thuộc UBND tỉnh Bình Định, đến ngày 1/8/1992 thì hợp nhất hai cơ quan phát thanh - truyền hình thành Đài Phát thanh và Truyền hình Bình Định.

### Báo Bình Định
Ngày 22 tháng 1 năm 1947, Ty Thông tin Bình Định cho xuất bản số đầu tiên của tờ báo Tin Tức tỉnh Bình Định. Ngày 23 tháng 4 năm 1949, phát hành số đầu tiên của báo Dân Chúng thuộc cơ quan tuyên truyền kháng chiến của tỉnh Bình Định. Ngày 21 tháng 12 năm 1950, Ty Thông tin Bình Định tiếp tục cho ra mắt tờ báo Tin Mới, sau khi phát hành số báo thứ 50 vào ngày 4 tháng 11 năm, Tin Mới sáp nhập vào tờ Tin Tức tỉnh Bình Định. Sau Hiệp định Giơnevơ, báo Tin Tức tỉnh Bình Định được thay thế bằng báo Hòa Bình với số đầu tiên ngày 20 tháng 7 năm 1954 và số cuối cùng ra ngày 15 tháng 5 năm 1955. Tháng 2.1961, báo Giải Phóng ra số đầu tiên được phát hành thay báo Hòa Bình. Đến năm 1965, tờ báo lại được đổi tên thành báo Giải Phóng thành báo Quyết Thắng. Cuối năm 1975, hai tỉnh Bình Định và Quảng Ngãi sáp nhập thành tỉnh Nghĩa Bình; Báo Quyết Thắng và Báo Quảng Ngãi hợp nhất thành Báo Nghĩa Bình. Tháng 3 năm 1989, Bộ Chính trị ra quyết định chia tỉnh Nghĩa Bình thành 2 tỉnh Bình Định và Quảng Ngãi; báo Nghĩa Bình ra số cuối cùng vào ngày 27 tháng 6 năm 1989. Ngày 1 tháng 7 năm 1989, Báo Bình Định ra số báo in đầu tiên. Ngày 1 tháng 1 năm 2003 Báo Bình Định điện tử ra đời và là báo điện tử thứ 4 trong hệ thống báo Đảng cấp tỉnh-thành phố được thành lập.

### Trang thông tin điện tử Đảng bộ tỉnh Bình Định
Trang thông tin điện tử Đảng bộ tỉnh Bình Định được ra mắt từ ngày 31 tháng 12 năm 2019.

## Quá trình sáp nhập
Từ ngày 15 tháng 4 năm 2025, Đài Phát thanh – Truyền hình Gia Lai và Báo Gia Lai chính thức hợp nhất thành Báo Gia Lai. Giám đốc cuối cùng của Đài là ông Đặng Huy Cường. Ngày 16 tháng 5 năm 2025, Đảng viên và Đảng bộ cơ sở của  Đài Phát thanh – Truyền hình Gia Lai được chuyển từ về dưới sự quản lý của Đảng tỉnh Gia Lai.
Ngày 3 tháng 6 năm 2025, Báo Bình Định, Đài Phát thanh – Truyền hình Bình Định, Trang thông tin điện tử Đảng bộ tỉnh Bình Định hợp nhất thành Báo Bình Định.
Sau ngày 1 tháng 7 năm 2025, tỉnh Bình Định chính thức sáp nhập với tỉnh Gia Lai. Báo Gia Lai và Báo Bình Định tiếp tục hợp nhất thành Báo và Phát thanh, Truyền hình Gia Lai, với tên và bộ nhận diện thương hiệu viết tắt là GTV (Gialai televison) từ ngày 1 tháng 7 năm 2025.

## Cơ cấu tổ chức
Trước khi sáp nhập Đài Phát thanh và Truyền hình Gia Lai gồm có 7 phòng chuyên môn chính:
- Phòng Tổ chức – Hành chính
- Phòng Thời sự
- Phòng Chuyên đề, Văn nghệ và giải trí
- Phòng Biên tập tiếng dân tộc
- Phòng Chương trình
- Phòng Kỹ thuật
- Phòng Kế hoạch – Tài vụ

## Giám đốc qua các thời kỳ

### Đài Phát thanh và Truyền hình Gia Lai
- Trần Liễm (1993 – )[6]

- Đỗ Ngọc Kỳ[11]
- Trần Ngọc Nhung[24]
- Đặng Huy Cường (2021-2025)[21][25]

### Giám đốc Đài Phát thanh và Truyền hình tỉnh Bình Định
- Phạm Vĩnh Thái (-2021)[26]
- Nguyễn Công Sơn (2021-2025)[27]

## Khen thưởng

### Đài Phát thanh và Truyền hình Gia Lai
Tính đến năm 2013:
- 2001 – Huân chương Lao động - hạng Ba
- 2006 – Chính phủ tặng Cờ thi đua
- 2007 – Đài Tiếng nói Việt Nam tặng Cờ thi đua
- 2008 – Đài Truyền hình Việt Nam tặng Cờ thi đua
- 2009 – Huân chương Lao động - hạng Nhì
- 2009 – UBND tỉnh Gia Lai tặng cờ thi đua của
- 2010 – Bộ Thông tin & Truyền thông tặng Cờ thi đua
- 2010 – UBND tỉnh Gia Lai tặng Cờ thi đua
- 2011 – Bộ tư lệnh Hải quân Việt Nam tặng Bằng khen
- 2011 – Bộ Công an tặng Bằng khen
- 2012 – Chính phủ Việt Nam tặng Cờ thi đua
- 2012 – UBND tỉnh Gia Lai tặng Cờ thi đua
- và một số băng khen tập thể khác từ Đài Truyền hình Việt Nam, Đài Tiếng nói Việt Nam và UBND tỉnh

### Báo Gia Lai
Tính đến 2022:
- Huân chương Độc lập hạng nhì
- Huân chương Độc lập hạng ba
- 3 Huân chương Lao động hạng nhất
- Huân chương Giải phóng hạng ba của Đoàn Chủ tịch Ủy ban Trung ương Mặt trận Dân tộc Giải phóng miền Nam Việt Nam
- Nhiều bằng khen của Thủ tướng Chính phủ và Chủ tịch UBND tỉnh
- Nhiều bằng khen, phần thưởng của các bộ, ngành